# Jurij Andropov
Jurij Vladimirovič Andropov (rusko Ю́рий Влади́мирович Андро́пов), ruski komunist, državnik in politik, * 15. junij 1914, Nagutskoje, Ruski imperij, † 9. februar 1984, Moskva, Sovjetska zveza. 
Bil je šesti vrhovni voditelj Sovjetske zveze in četrti generalni sekretar Komunistične partije Sovjetske zveze. Po 18-letni vladavini Leonida Brežnjeva je Andropov služboval na najvišjem položaju od novembra 1982 do svoje smrti februarja 1984. 
Na začetku svoje kariere je Andropov služil kot sovjetski veleposlanik na Madžarskem od leta 1954 do 1957, v tem času pa je sodeloval pri zatiranju madžarske vstaje leta 1956. 10. maja 1967 je bil imenovan za predsednika KGB-ja. Na tem položaju je nadzoroval množično zatiranje nestrinjanja, ki je potekalo z množičnimi aretacijami in neprostovoljno psihiatrično obvezo ljudi, ki so veljali za "družbeno nezaželene". Ko je Brežnjeva leta 1975 zadela možgansko kap, ki je zmanjšala njegove vodstvene sposobnosti, je Andropov do konca Brežnjevove vladavine dejansko postal poglavitni oblikovalec politike SZ, skupaj z zunanjim ministrom Andrejem Gromikom, obrambnim ministrom, maršalom Andrejem Grečkom in nato Grečkovim naslednikom, maršalom Dmitrijem Ustinovim.  
Po smrti Brežnjeva 10. novembra 1982, ga je Jurij Andropov nasledil kot generalni sekretar in s tem tudi voditelj Sovjetske zveze. Med svojim kratkim mandatom je Andropov skušal odpraviti korupcijo in neučinkovitost v državi s preiskavo dolgoletnih uradnikov zaradi kršitev strankarske discipline in kriminaliziranja izostajanja z delovnega mesta. Hladna vojna se je stopnjevala in ni vedel, kako se spopasti z naraščajočo krizo v sovjetskem gospodarstvu. Njegov glavni dolgoročni cilj je bil pripeljati v ospredje novo generacijo mladih reformatorjev, tako energičnih, kot je bil sam, vključno z Jegorjem Ligačovom, Nikolajem Rižkovim in najpomembnejšim med vsemi, ki ga je tudi pripeljal v sovjetsko vostvo, Mihailom Gorbačovom. Vendar pa se je po odpovedi ledvic februarja 1983 Andropovo zdravje začelo hitro slabšati. 9. februarja 1984 je umrl, potem ko je državo vodil le 1 leto in 3 mesece, nasledil pa ga je Brežnjevov favorit Konstantin Černenko. 

## Zgodnje življenje
Po najbolj verodostojnih podatkih se je Jurij Andropov rodil 15. julija 1914 v kraju Nagutskoje v Mineralovodskem rajonu v Stavropolski pokrajini v takratnem Ruskem cesarstvu. Po nekaterih mnenjih je imel Andropov oba starša iz judovske družine (oče je po letu 1917 spremenil priimek iz Liberman v Andropov), medtem ko drugi trdijo, da je bil oče grškega porekla; drugi viri navajajo, da je očetova družina pripadala kozaškemu plemstvu, medtem ko je bila mati nemškega porekla, vendar ni dokazov, da je bila Judinja.
Kratek čas je obiskoval Ribinski tehnični inštitut za vodni promet; v mladosti je izgubil oba starša, pri 14 letih pa je postal sirota, zaradi česar je bil prisiljen začeti delati. Leta 1930 se je pridružil Komsomolu, leta 1939 pa je postal generalni sekretar Komsomola v Karelo-Finski republiki. Med drugo svetovno vojno je Andropov deloval pri partizanskih gverilcih. Po vojni se je leta 1951 preselil v Moskvo in se zaposlil v partijskemu sekretariatu.

## Kariera
V Moskvi je 1957-67 vodil oddelek CK za odnose s socialističnimi državami, 1962 pa je bil imenovan tudi za sekretarja Centralnega komiteja kot naslednika Mihaila Suslova, na čigar predlog/priporočilo je leta 1967 zapustil ta položaj in postal vodja KGB in tudi kandidat za člana politbiroja, v polnopravnega člana je bil povišan leta 1973. 
Njegov mandat direktorja KGB je bil najdaljši v zgodovini sovjetske obveščevalne agencije, ki ga je opravljal do maja 1982, ko je spet postal (tokrat najpomembnejši) sekretar CK KPSZ (ponovno kot naslednik v začetku tega leta umrlega Suslova), pristojen za ideološke in kadrovske zadeve.

## Voditelj Sovjetske zveze
10. novembra 1982 je sovjetski voditelj Leonid Brežnjev umrl. Dva dni pozneje, 12. novembra je bil Andropov nepričakovano imenovan za generalnega sekretarja CPSU; bil je prvi vodja KGB, ki je postal generalni sekretar. K tej funkciji je hitro dodal funkcijo predsednika prezidija Vrhovnega sovjeta ZSSR in predsednika Sveta za obrambo. Njegova srečanja z zahodnimi politiki so bila obremenjena s spornostjo njegove vloge v KGB in pri zatrtju upora na Madžarskem leta 1956. 
V času svojega vladanja je Andropov večkrat poskušal izboljšati gospodarstvo in zmanjšati korupcijo; Andropov je znan tudi po svoji protialkoholni kampanji in po boju za izboljšanje discipline pri delu: obe kampanji sta bili izvedeni s tipičnim sovjetskim administrativnim pristopom in strogostjo, ki je bežno spominjala na stalinistično dobo. 
V času svojega mandata si je Andropov prizadeval za izboljšanje gospodarstva, prepolovil vodilne kadre, vendar ne da bi pri tem spodkopal socialistična načela. V nasprotju z Brežnjevovo politiko izogibanja konfliktom in razpadom se je ostro boril proti zlorabam oblasti in korupciji znotraj partije: v petnajstih mesecih vladanja je Andropov s položaja odstranil 18 ministrov, 37 sekretarjev Obkomov, Kraikomov in Centralnega komiteja CPSU, sodni procesi so se začeli tudi zoper visoke partijske funkcionarje zaradi kaznivih dejanj; takrat so bili prvič javno objavljeni podatki o gospodarski krizi in znanstvenem napredku. V zunanji politiki Andropov ni imel časa veliko spremeniti in vojna v Afganistanu se je nadaljevala.
Njegovo vladavino je zaznamovalo tudi poslabšanje odnosov z ZDA zaradi močnega protisovjetskega sentimenta ameriškega predsednika Ronalda Reagana; napetosti, ki so se poslabšale s sestrelitvijo korejskega letala 1. septembra 1983, ki je zašlo v sovjetski zračni prostor in z naknadno namestitvijo ameriških raket Pershing v Evropi: v tem obdobju se je hladna vojna dejansko zaostrila, ko je sovjetsko letalo 1. septembra 1983 sestrelilo civilno letalo Korean Air KAL-007. Po tem napadu so Združene države Amerike v zahodni Evropi namestile rakete MGM-31 Pershing kot protiutež sovjetskim raketam SS-20.
ZSSR je novembra 1983 prekinila pogovore/pogajanja o zmanjšanju jedrskega orožja srednjega dosega v Evropi. Eno najpomembnejših Andropovih dejanj v njegovi kratki karieri vodje ZSSR je bil njegov odgovor na pismo ameriške deklice Samanthe Smith (1972–1985), ki jo je je povabil v Sovjetsko zvezo; Smith je potem postala pacifistična aktivistka do svoje prezgodnje smrti. V kratkem času kot vodja države ZSSR Andropov zaradi zdravstvenega stanja ni mogel spremeniti kaj dosti zakonov in je sodeloval le v nekaj razpravah.         

### Smrt
Februarja 1983 je Jurij Andropov utrpel popolno odpoved ledvic. Avgusta 1983 so ga sprejeli v Centralno klinično bolnišnico v zahodni Moskvi, kjer je preživel preostanek svojega življenja.
Konec januarja 1984 se je Andropovovo zdravje močno poslabšalo in zaradi naraščajoče toksičnosti v krvi mu je začela pešati zavest. Umrl je 9. februarja 1984 ob 16:50 v bolniški sobi v 70. letu starosti. Dan po njegovi smrti, ko je bila tudi javno objavljena, ga je na mestu voditelja Sovjetske zveze nadomestil Kostantin Černenko. 13. februarja so Andropolova pokopali v nekropoli kermeljskega zidu.

## Priznanja
Poimenovanja
Po njem je bilo – v Andropov – med letoma 1984 in 1989 poimenovano mesto Ribinsk.

## Dodatna literatura
- Yuri Andropov: A Secret Passage into the Kremlin, Vladimir & Klepikova, Elena Solovyov, MacMillan Publishing Company, 1983, 302 pages, ISBN 0-02-612290-1

- The Andropov File: The Life and Ideas of Yuri V. Andropov, General Secretary of the Communist Party of the Soviet Union, Martin Ebon, McGraw-Hill Companies, 1983, 284 pages, ISBN 0-07-018861-0